# Kamotoïta-(Y)
La kamotoïta-(Y) és un mineral de la classe dels carbonats. Rep el seu nom de la ciutat de Kamoto, a la República Democràtica del Congo, a on es troba la seva localitat tipus.

## Característiques
La kamotoïta-(Y) és un carbonat de fórmula química Y₂(H₂O)₈(UO₂)₄(CO₃)₃O₂(OH)₂·4.5H₂O. Va ser aprovada com a espècie vàlida per l'Associació Mineralògica Internacional l'any 1985. Cristal·litza en el sistema monoclínic.
Segons la classificació de Nickel-Strunz, la kamotoïta-(Y) pertany a «05.EA - Uranil carbonats, UO₂:CO₃ > 1:1» juntament amb els següents minerals: UM1997-24-CO:CaCuHU, urancalcarita, wyartita, oswaldpeetersita, roubaultita i sharpita.

## Formació i jaciments
Va ser descoberta a la ciutat de Kamoto, de la regió de l'Alt Katanga, a la República Democràtica del Congo. També ha estat descrita a la municipalitat de Murchison (Ontario, Canadà), a Jáchymov (regió de Karlovy Vary, República Txeca), a Wittichen (Baden-Württemberg, Alemanya), al llac Krøderen (Buskerud, Noruega) i a Giétroz (Valais, Suïssa).